# Нервик
Нервик (пол. Nerwik, нім. Nerwigk) — село в Польщі, у гміні Пурда Ольштинського повіту Вармінсько-Мазурського воєводства.
Населення — 56 осіб (2011).

## Демографія
Демографічна структура станом на 31 березня 2011 року:
|          | Загалом | Допрацездатний вік | Працездатний вік | Постпрацездатний вік |
| -------- | ------- | ------------------ | ---------------- | -------------------- |
| Чоловіки | 31      | 4                  | 25               | 2                    |
| Жінки    | 25      | 5                  | 13               | 7                    |
| Разом    | 56      | 9                  | 38               | 9                    |